# Мщонув (гмина)
Мщонув (пол. Mszczonów) — гмина (волость) в Польше, входит как административная единица в Жирардувский повет, Мазовецкое воеводство. Население — 10 895 человек (на 2004 год).

## Демография
| Перепись                       | Всего   | Всего | Женщины | Женщины | Мужчины | Мужчины |
| ------------------------------ | ------- | ----- | ------- | ------- | ------- | ------- |
| Единицы                        | человек | %     | человек | %       | человек | %       |
| Население                      | 10 895  | 100   | 5658    | 51,9    | 5237    | 48,1    |
| Плотность населения (чел./км²) | 75,2    | 75,2  | 39,1    | 39,1    | 36,1    | 36,1    |

## Сельские округа
1. Адамовице
2. Бадово-Даньки
3. Бадово-Мсциска
4. Бадув-Гурны
5. Бобровце
6. Цемно-Гнойна
7. Гомба
8. Грабце-Юзефпольске
9. Грабце-Товажиство
10. Янувек
11. Камёнка
12. Ковесы
13. Линдув
14. Люткувка
15. Люткувка-Колёня
16. Марянка
17. Маркув-Товажиство
18. Носы-Понятки
19. Ольшувка
20. Новы-Дворек
21. Осухув
22. Павловице
23. Пекарово
24. Пекары
25. Сосновица
26. Стшиже
27. Сушенец
28. Свинице
29. Вренча
30. Выгнанка
31. Вымыслув
32. Збирожа
33. Зимна-Вода
34. Зимнице

## Поселения
1. Повонзки
2. Качкув
3. Погожалки
4. Длуговизна
5. Грабце-Вренцке
6. Вулька-Вренцка
7. Нове-Порембы
8. Адамувек
9. Ковесово
10. Хута-Пекарска
11. Дембины-Осуховске
12. Брониславув
13. Пеньки-Стшиже
14. Владыславув
15. Чекай
16. Люблинув
17. Брониславув-Осуховски
18. Ольшевек
19. Малаховщызна
20. Михалин
21. Буды-Заслона
22. Подлиндово
23. Буды-Стшиже
24. Пеньки-Осуховске
25. Эдвардово
26. Маркув-Свинице
27. Двужно
28. Тлумы
29. Люткувка-Друга
30. Худолипе
31. Осухув-Колёня

## Соседние гмины
1. Гмина Бяла-Равска
2. Гмина Блендув
3. Гмина Ковесы
4. Гмина Пневы
5. Гмина Пуща-Маряньска
6. Гмина Радзеёвице
7. Гмина Жабя-Воля